# 福山海運
合資会社福山海運（ふくやまかいうん）は、沖縄県八重山郡与那国町に本社を置く海運会社。石垣市にある石垣港（石垣島）と、与那国町にある久部良漁港（与那国島）の間にフェリーを運航している。

## 航路

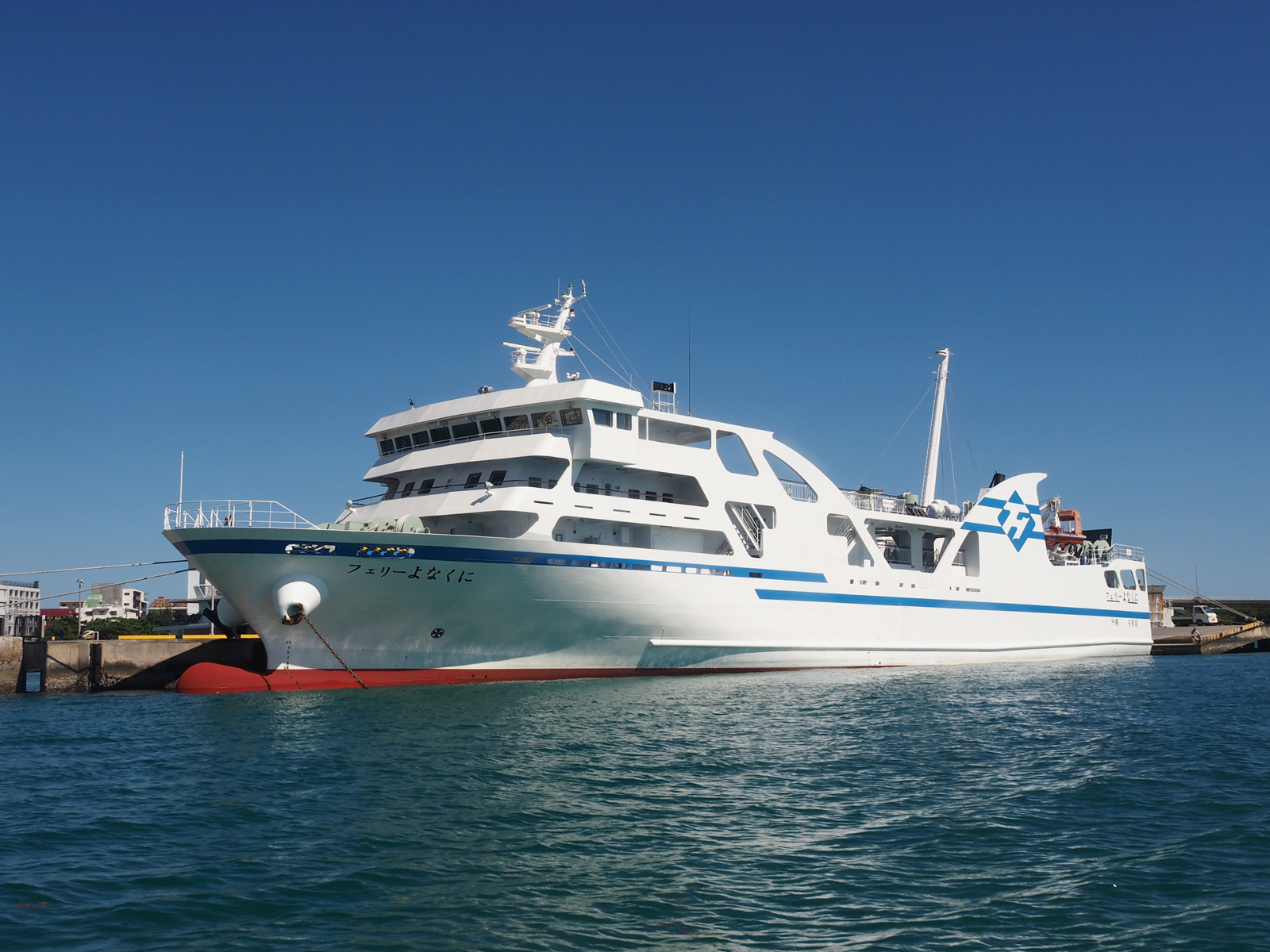
「フェリーよなくに(2代)」石垣島・石垣港にて

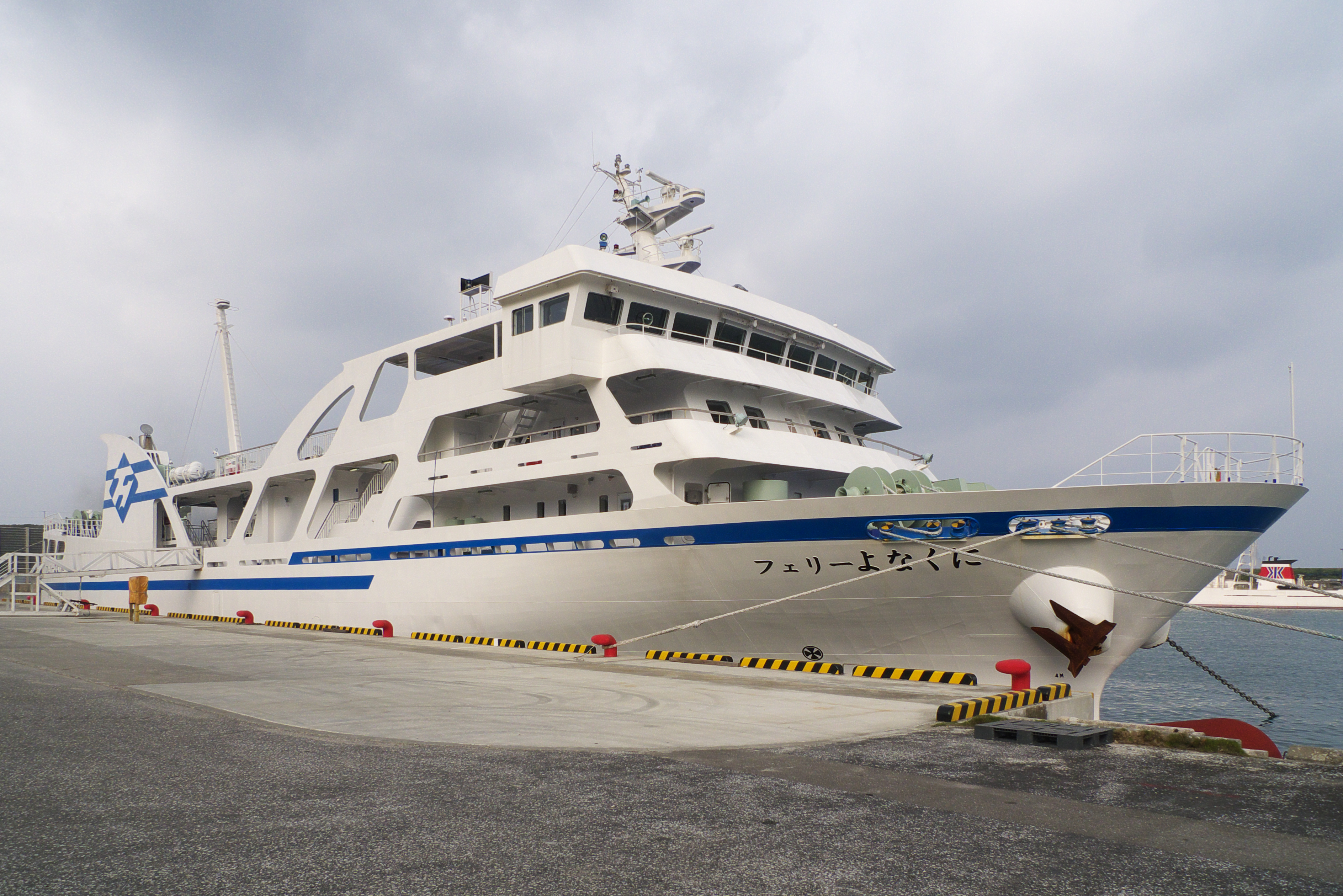
「フェリーよなくに(2代)」与那国島・久部良港にて

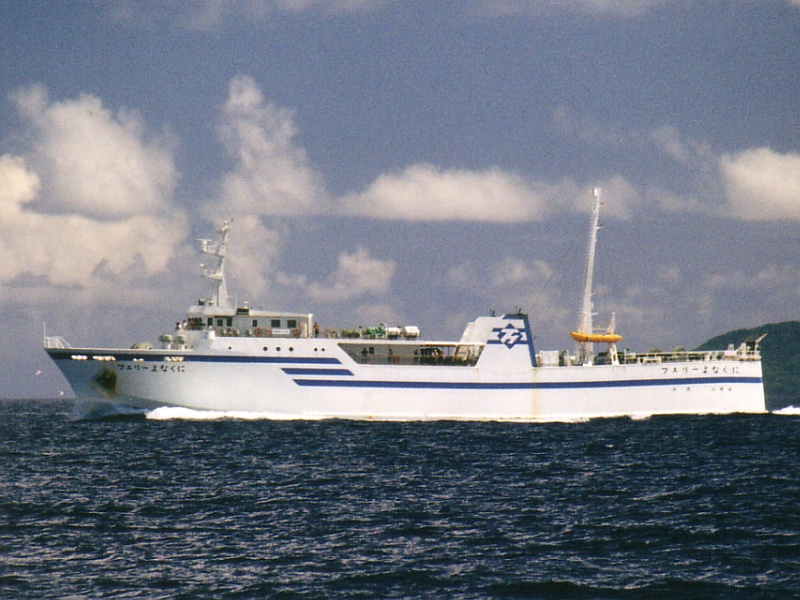
「フェリーよなくに(初代)」竹富島沖にて

- 石垣島（石垣港） - 与那国島（久部良漁港） ※週2往復

石垣発が火・金曜、与那国発が水・土曜。
波の穏やかな季節には久部良港ではなく祖納港に接岸することがある。祖納港の方が港内に余裕があるほか、石垣港までの距離も約10キロメートル短くて済むが、外海の影響を受けやすいため安全確保に難があり、6月など海況の安定した時期に限られる。

## 保有船舶
フェリーよなくに (2代)
- 総トン数：753トン
- 全長：68メートル、幅：12.8メートル
- 旅客定員：120名
- 車両搭載数：乗用車換算36台
- 貨物積載量：364トン[4]

2014年7月18日就航。熊本ドック建造。本船の就航により、与那国航路の所要時間は50分短縮され、4時間30分から3時間40分になった。「フェリーよなくに」がドック入りするときには、波照間島航路に就航している安栄観光の「フェリーはてるま」が代航に入ることがあった。

### かつての保有船舶
フェリーよなくに (初代)
- 総トン数：498トン
- 全長：67.5メートル、幅：11.5メートル
- 出力：4,000馬力
- 最高速力：18.5ノット
- 航海速力：17ノット
- 旅客定員：150名
- 車両搭載数：乗用車換算31台[7]

1988年12月竣工・就航。山中造船建造。2014年の新造船就航に伴い、インドネシア航路に転籍。

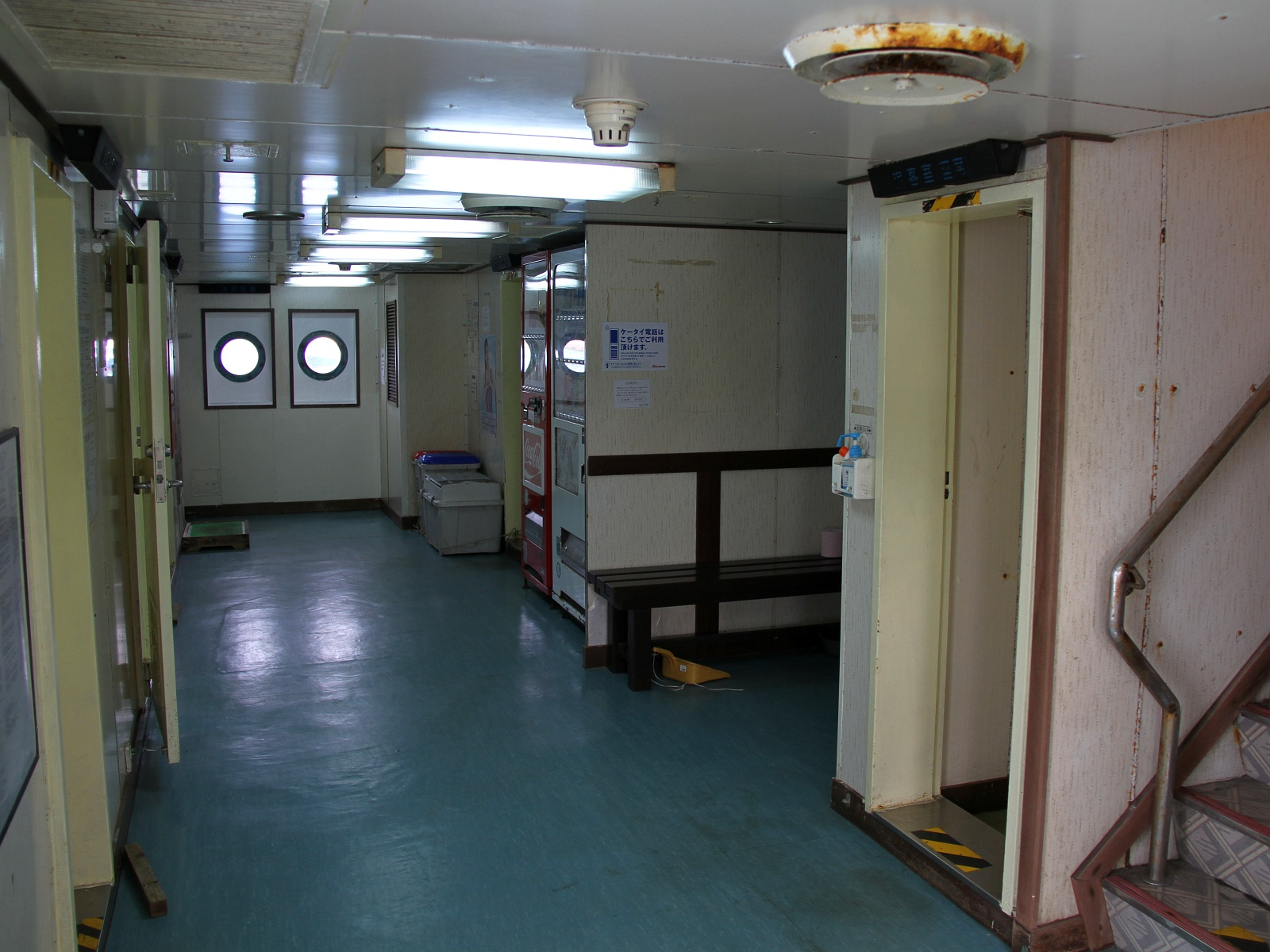
「フェリーよなくに(初代)」の船内（エントランス）
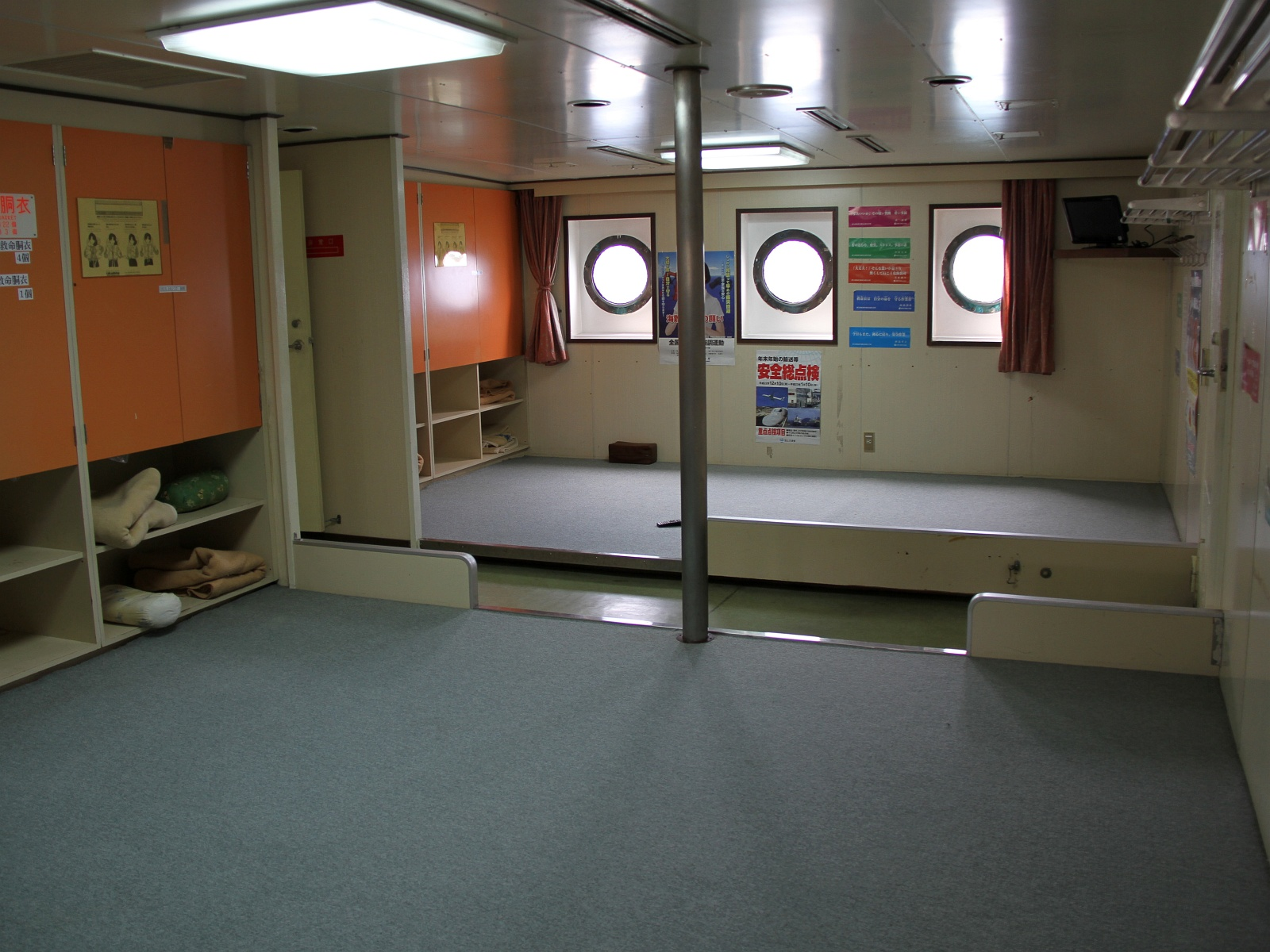
「フェリーよなくに(初代)」の船内（船室）

よなくに
- 総トン数 : 185.92トン
- 全長 : 36.30メートル、型幅 : 6.40メートル、型深さ2.75メートル
- 出力 : 750ps
- 最大速力 : 13.0ノット
- 航海速力 : 12.5ノット
- 旅客定員 : 65名
- 1973年5月竣工、肥後造船建造。もと「鹿港丸」
- 在来貨客船。石垣 - 与那国間の所要時間は7時間であった[9]。